# Đại học Miami (Florida)
Đại học Miami (UM, UMiami, Miami, U of M, và The U) là một trường đại học tư thục trường nghiên cứu tại Coral Gables, Florida, Hoa Kỳ. Tính đến  năm 2023, trường có 19,593 sinh viên theo học tại hai trường cao đẳng và tám trường thành viên với gần 350 chuyên ngành học thuật và chương trình, bao gồm Trường Y Miller ở Khu Y tế Miami, Trường Luật tại khuôn viên chính, Trường Rosenstiel về Khoa học Hàng hải, Khí quyển và Trái đất trên Virginia Key, và các cơ sở nghiên cứu bổ sung ở phía nam Quận Miami-Dade.
Đại học Miami cung cấp 148 chương trình đại học, 148 chương trình thạc sĩ, và 67 chương trình tiến sĩ. Với hơn 16,000 giảng viên và nhân viên tính đến năm 2024, Đại học Miami là nhà tuyển dụng lớn thứ hai tại Quận Miami-Dade. Khuôn viên chính của trường tại Coral Gables trải rộng trên 240 mẫu Anh (0,97 km2), có hơn 5.700.000 foot vuông (530.000 m2) diện tích tòa nhà, và nằm cách trung tâm Miami 7 dặm (11 km) về phía tây nam, trung tâm của khu vực đô thị lớn thứ chín toàn quốc và thứ 65 thế giới. Tính đến năm 2023, đây là trường đại học nghiên cứu lớn thứ 75 tại Hoa Kỳ với chi tiêu nghiên cứu hàng năm là $456 triệu.
Tính đến  năm 2023, Đại học Miami có 229,710 cựu sinh viên từ tất cả 50 bang và 174 quốc gia trên thế giới. Giảng viên của Đại học Miami bao gồm một số lượng đáng kể các học giả nổi tiếng trong hầu hết các lĩnh vực, bao gồm bốn người nhận Giải Nobel. Trường được phân loại trong nhóm "R1: Các trường đại học tiến sĩ – Hoạt động nghiên cứu rất cao" và là thành viên của Hiệp hội các trường đại học Hoa Kỳ.
Các đội thể thao liên trường của Đại học Miami được gọi chung là Bão Miami và thi đấu trong Division I của Hiệp hội Thể thao Đại học Quốc gia. Đội bóng bầu dục của trường đã giành được năm chức vô địch quốc gia kể từ năm 1983, và đội bóng chày đã giành được bốn chức vô địch quốc gia kể từ năm 1982.

## Lịch sử

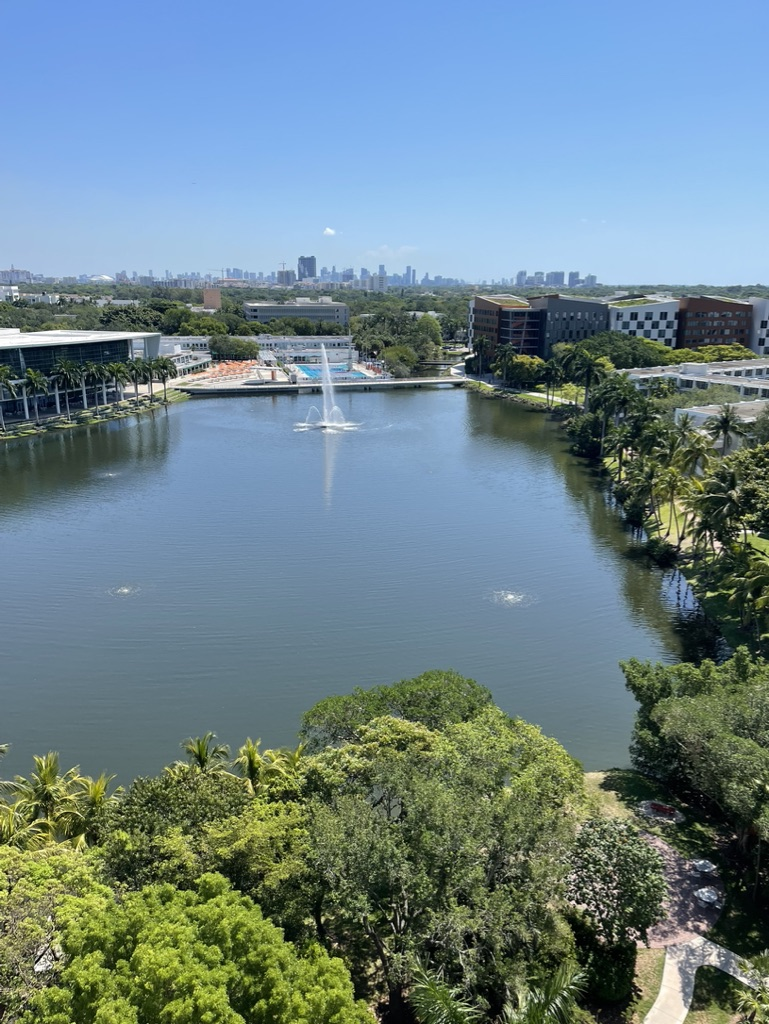
Hồ Osceola tại khuôn viên Đại học Miami với đường chân trời Trung tâm Miami ở phía sau, tháng 5 năm 2022

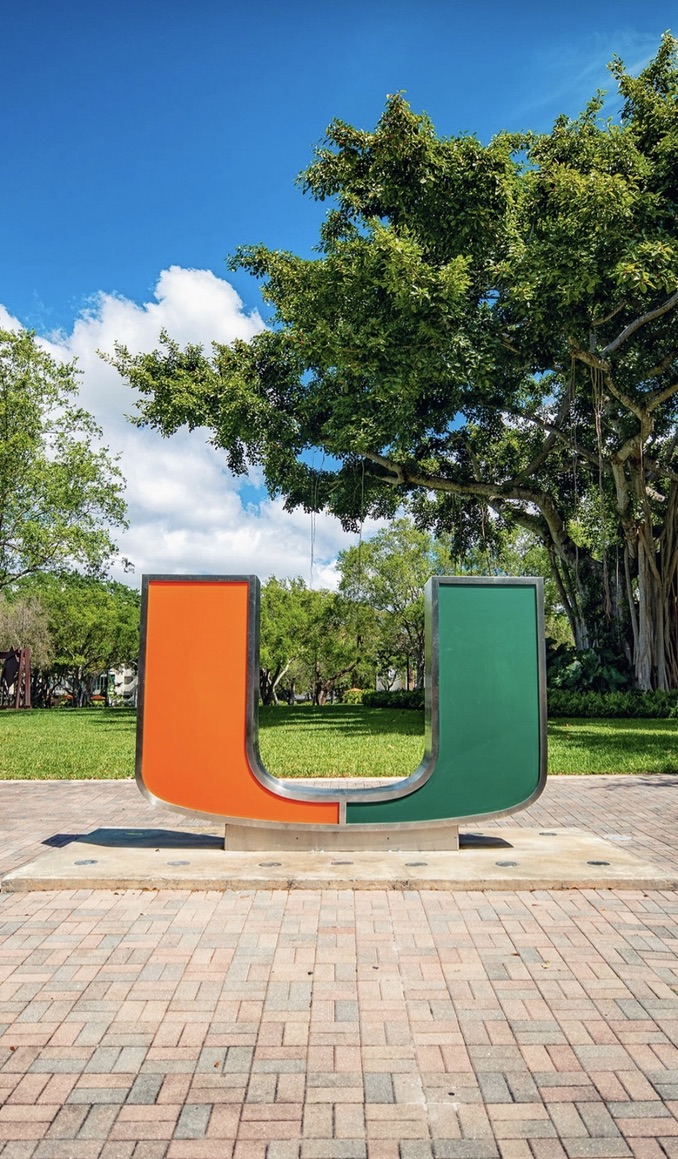
Tượng chữ U mang tính biểu tượng, cao gần bảy feet và nặng gần 1,000 pound, tại khuôn viên Đại học Miami, tháng 3 năm 2020

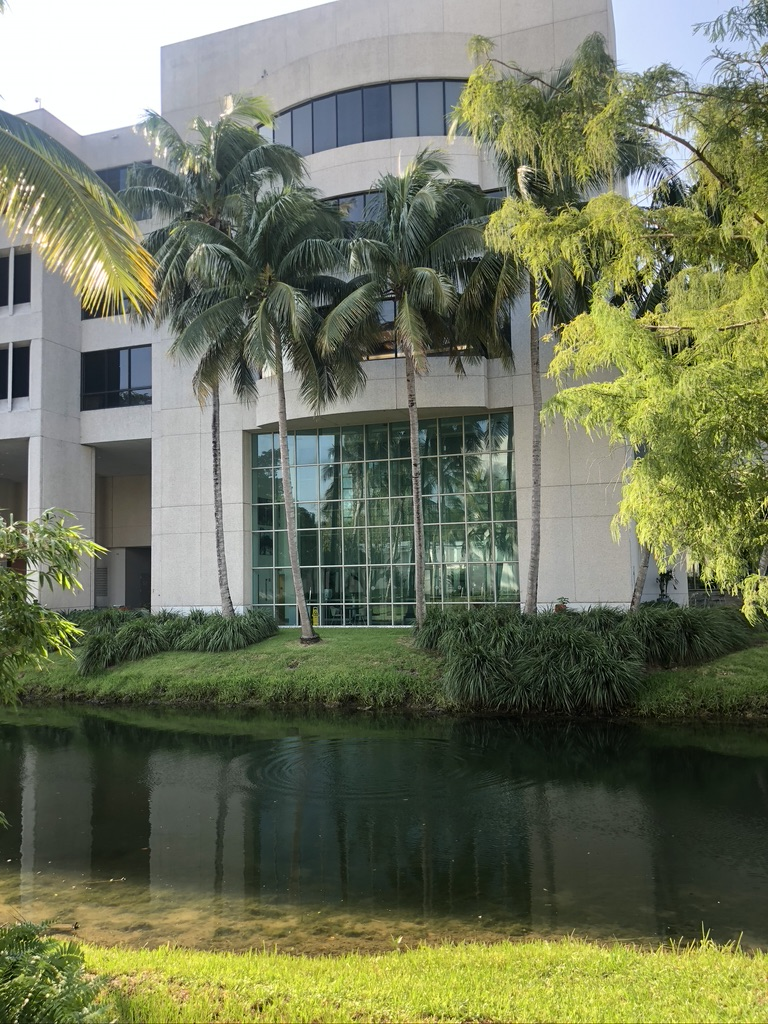
Trường Kinh doanh Miami Herbert, một trong những trường kinh doanh hàng đầu thế giới, tại khuôn viên Đại học Miami, tháng 9 năm 2020

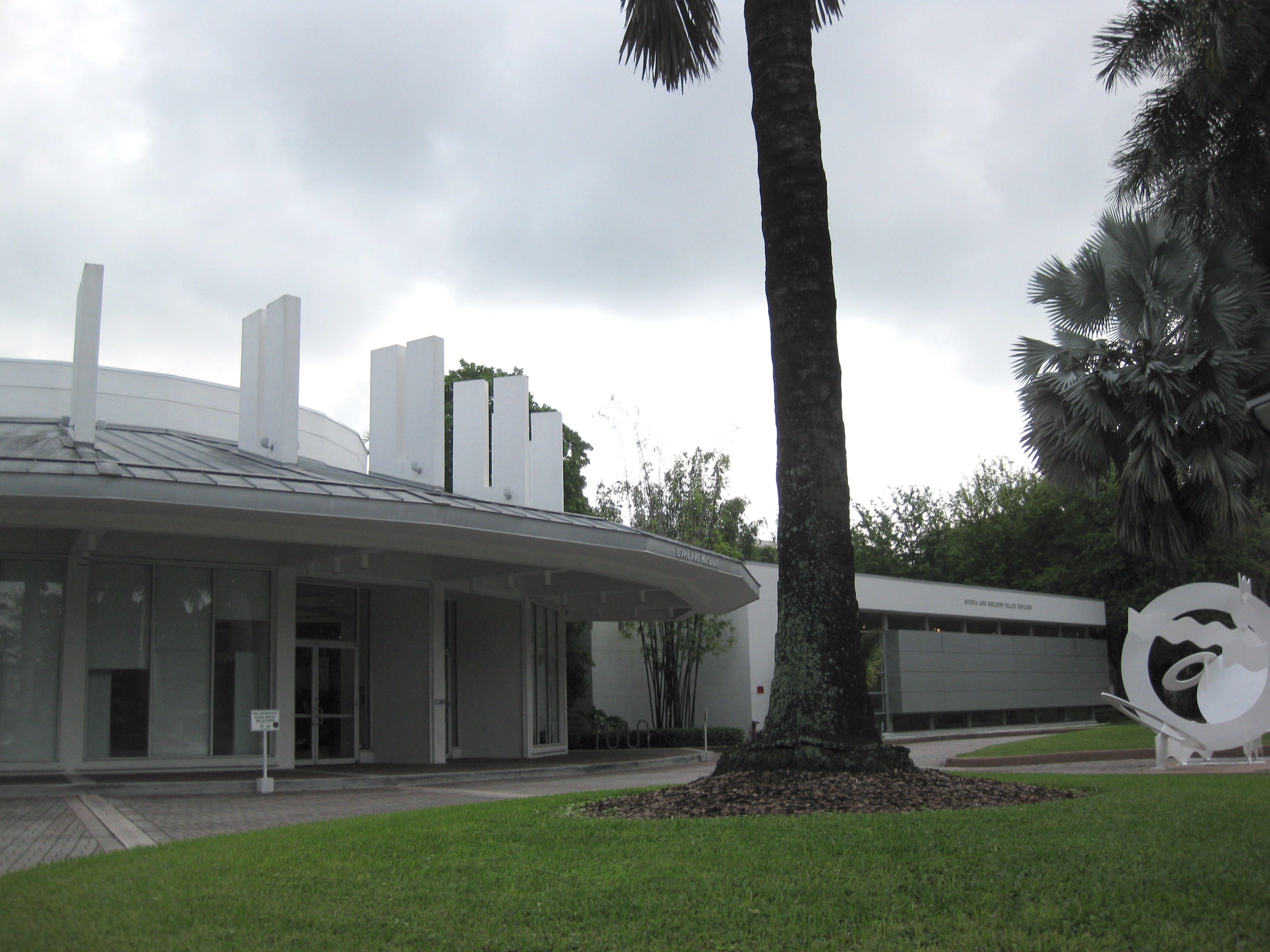
Bảo tàng Nghệ thuật Lowe, bảo tàng nghệ thuật của Đại học Miami, lưu giữ hơn 19,000 tác phẩm nghệ thuật trải dài hơn 5,000 năm.

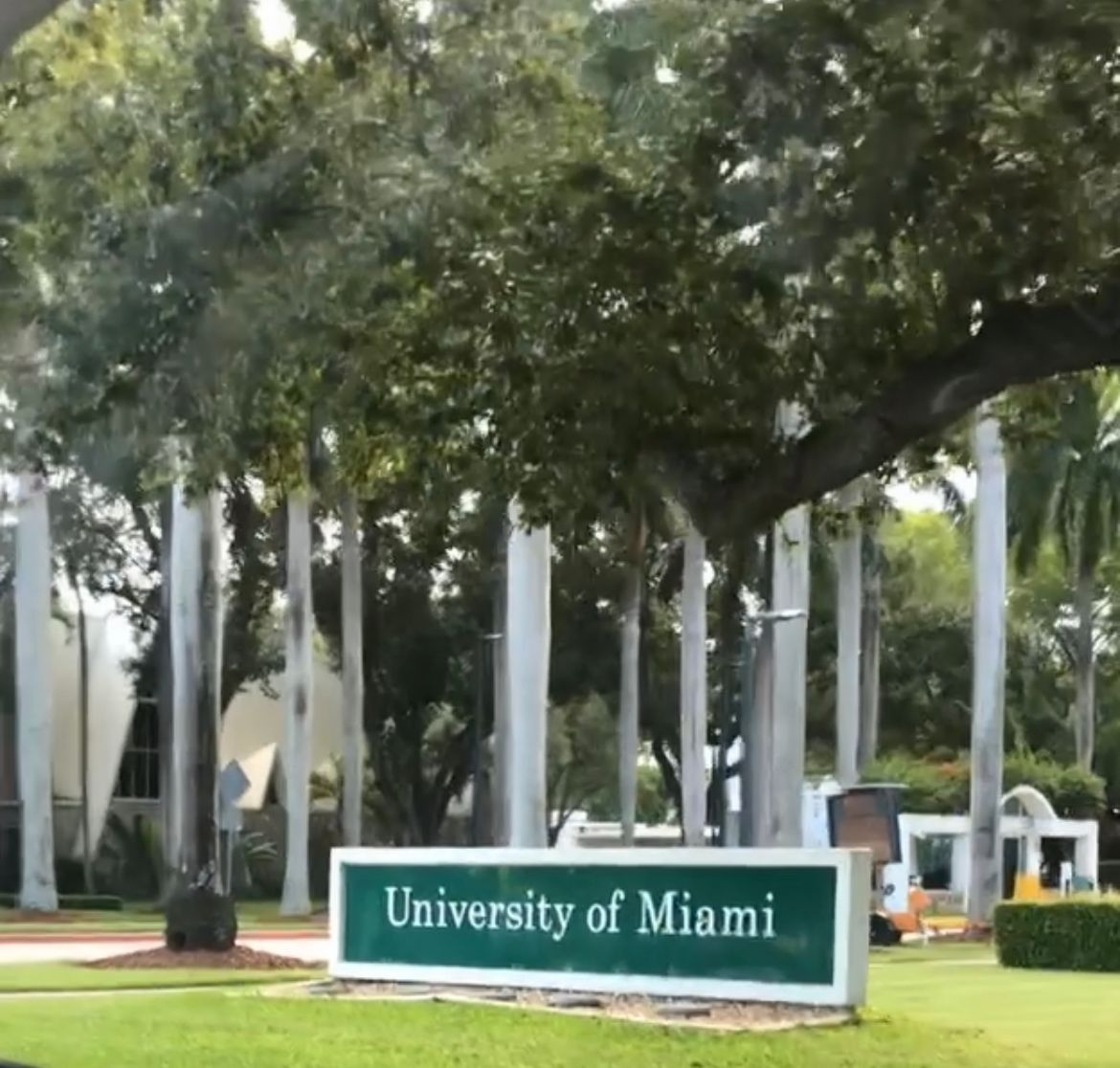
Cổng chính vào khuôn viên Đại học Miami, tháng 5 năm 2022

### Ban lãnh đạo

#### Bowman Foster Ashe (1926 đến 1952)
Vào năm 1925, Đại học Miami được thành lập bởi một nhóm công dân mong muốn mang lại "những cơ hội độc đáo để phát triển các nghiên cứu liên Mỹ, thúc đẩy công việc sáng tạo trong nghệ thuật và văn học, và tiến hành các chương trình giảng dạy và nghiên cứu trong các nghiên cứu vùng nhiệt đới", theo hiến chương thành lập của trường. Họ tin rằng một trường đại học địa phương sẽ mang lại lợi ích cho khu vực đô thị Miami và lạc quan rằng trường sẽ nhận được sự hỗ trợ tài chính trong tương lai, đặc biệt khi Nam Florida đang hưởng lợi từ sự bùng nổ đất đai lịch sử những năm 1920. Trong thời kỳ của luật Jim Crow, có ba trường đại học công lập lớn ở Florida dành cho sinh viên nam da trắng, nữ da trắng và sinh viên da đen: Đại học Florida ở Gainesville và Đại học Bang Florida cùng Đại học Florida A&M tại Tallahassee. Giống như hầu hết các trường đại học tư thục thời bấy giờ, Đại học Miami được thành lập như một tổ chức giáo dục hỗn hợp nhưng chưa mở cửa cho sinh viên da đen.
Năm 1925, George E. Merrick, người sáng lập Coral Gables, đã trao 160 mẫu Anh (0,6 km2) và gần $5,000,000 ($834 triệu, điều chỉnh theo lạm phát hiện tại) để thành lập trường đại học. Các khoản đóng góp bao gồm hợp đồng đất đai và thế chấp trên bất động sản đã được bán trong thành phố. Trường được chính thức thành lập ngày 8 tháng 4 năm 1925 bởi Tòa án Quận Dade. Nhưng đến năm 1926, khi lớp sinh viên đầu tiên gồm 372 người nhập học tại trường đại học mới, cơn sốt đất đai đã sụp đổ và hy vọng về sự phục hồi nhanh chóng bị dập tắt bởi Cơn bão lớn Miami năm 1926. Trong 15 năm tiếp theo, trường đại học gặp khó khăn về tài chính, gần như rơi vào tình trạng phá sản. Tòa nhà đầu tiên trên khuôn viên, nay được gọi là Tòa nhà Merrick, bị bỏ dở nửa chừng trong hơn hai thập kỷ do khó khăn kinh tế, buộc các lớp học phải được tổ chức ngoài khuôn viên tại Khách sạn Anastasia gần đó ở Coral Gables. Các vách ngăn phân cách các lớp học, khiến trường có biệt danh ban đầu nhưng đã bị lãng quên từ lâu là Trường Cao đẳng Bìa cứng.
Năm 1929, thành viên sáng lập Đại học Miami William E. Walsh và các thành viên khác của hội đồng quản trị trường đã từ chức sau sự sụp đổ kinh tế rộng lớn của Florida. Tình hình của trường nghiêm trọng đến mức sinh viên phải đi từng nhà ở Coral Gables để quyên góp tiền nhằm duy trì hoạt động. Một hội đồng gồm mười thành viên được tái lập dưới sự chủ trì của chủ tịch đầu tiên của trường, Bowman Foster Ashe, bao gồm Merrick, David Fairchild, James Cash Penney, và những người khác. Năm 1930, một số giảng viên và hơn 60 sinh viên đã gia nhập Đại học Miami khi Đại học Havana đóng cửa giữa lúc bất ổn chính trị ở Cuba. Mặc dù điều này hữu ích cho sự phát triển ban đầu của Đại học Miami, nó vẫn không đủ, và trường buộc phải xin bảo hộ phá sản hai năm sau đó, vào năm 1932.
Tuy nhiên, những khó khăn này chỉ tồn tại trong thời gian ngắn. Vào tháng 7 năm 1934, Đại học Miami được tái hợp nhất và một hội đồng quản trị được thành lập, thay thế hội đồng quản trị cũ. Đến năm 1940, các nhà lãnh đạo cộng đồng bắt đầu thay thế giảng viên và ban quản lý trong vai trò quản trị viên. Trong thời kỳ chủ tịch của Ashe, trường phát triển đáng kể, bổ sung Trường Luật (1928), Trường Kinh doanh (1929, đổi tên thành Trường Kinh doanh Miami Herbert vào năm 2019), Trường Giáo dục (1929), Trường Sau đại học (1941), Phòng thí nghiệm Hàng hải (1943, đổi tên thành Trường Rosenstiel về Khoa học Hàng hải, Khí quyển và Trái đất vào năm 2022), Trường Kỹ thuật (1947), và Trường Y (1952).
Trong Chiến tranh Thế giới thứ hai, Đại học Miami là một trong 131 trường cao đẳng và đại học trên toàn quốc tham gia Chương trình Đào tạo Cao đẳng Hải quân V-12, cung cấp cho sinh viên con đường để trở thành sĩ quan của Hải quân Hoa Kỳ.

#### Jay F. W. Pearson (1952 đến 1962)
Năm 1952, Jay F. W. Pearson, một trong những trợ lý lâu năm của Ashe, được bổ nhiệm làm chủ tịch thứ hai của Đại học Miami. Là thành viên sáng lập và nhà sinh vật học biển, Pearson giữ chức chủ tịch của trường trong một thập kỷ, đến năm 1962. Dưới sự lãnh đạo của Pearson, Đại học Miami bắt đầu cấp bằng Tiến sĩ Triết học đầu tiên, và số lượng sinh viên nhập học tăng đáng kể, vượt quá 4,000 người.
Từ năm 1961 đến 1968, trường đại học cho Cơ quan Tình báo Trung ương thuê các tòa nhà tại khuôn viên phía nam để sử dụng trong JMWAVE, một hoạt động bí mật và thu thập thông tin tình báo chống lại chính phủ cộng sản của Fidel Castro ở Cuba. Trường không còn sở hữu đất tại khuôn viên phía nam.
Năm 1961, trường bỏ chính sách phân biệt chủng tộc và bắt đầu nhận sinh viên da đen, cho phép họ tham gia đầy đủ vào các hoạt động sinh viên và các đội thể thao. Năm năm sau, vào năm 1966, Ray Bellamy, một sinh viên da đen tại Đại học Miami, trở thành vận động viên đại học da đen lớn đầu tiên ở Miền Nam sâu nhận học bổng thể thao.
Cho đến đầu những năm 1970, như thông lệ phổ biến tại các trường cao đẳng và đại học trên toàn quốc, trường đại học quy định hành vi của sinh viên nữ nghiêm ngặt hơn so với sinh viên nam, bao gồm việc thuê một đội ngũ dưới quyền Trưởng khoa Phụ nữ để giám sát sinh viên nữ. Tuy nhiên, dưới thời Pearson, trường bắt đầu dần dần tự do hóa các chính sách này. Năm 1971, ông hợp nhất vị trí Trưởng khoa Nam và Trưởng khoa Nữ thành một. Cùng năm đó, trường thành lập Ủy ban Phụ nữ, ủy ban này đã phát hành báo cáo năm 1974 về tình trạng phụ nữ trong khuôn viên, dẫn đến việc trường có diễn giả khai mạc nữ đầu tiên, dịch vụ giữ trẻ ban ngày, và khởi động chuyên ngành phụ về Nghiên cứu Phụ nữ. Sau khi Tiêu đề IX được ban hành vào năm 1972 và qua hơn một thập kỷ kiện tụng, các tổ chức của Đại học Miami, bao gồm các hội danh dự, đã mở cửa cho sự tham gia và hòa nhập của phụ nữ. Ủy ban Phụ nữ cũng đảm bảo nguồn tài trợ công bằng hơn cho các môn thể thao nữ. Năm 1973, Terry Williams Munz trở thành người phụ nữ đầu tiên trên toàn quốc được trao học bổng thể thao khi cô nhận học bổng golf của Đại học Miami.

#### Henry King Stanford (1962 đến 1981)
Henry King Stanford, khi đó là chủ tịch của Đại học Birmingham–Southern, được bổ nhiệm làm chủ tịch thứ ba của Đại học Miami vào năm 1962. Stanford dẫn dắt sự gia tăng nhấn mạnh vào nghiên cứu của trường, tổ chức lại cấu trúc quản lý, và xây dựng các cơ sở khuôn viên mới. Các trung tâm nghiên cứu mới được thành lập dưới thời Stanford bao gồm Trung tâm Nghiên cứu Quốc tế Nâng cao (1964), Viện Tiến hóa Phân tử và Tế bào (1964), Trung tâm Nghiên cứu Lý thuyết (1965), và Viện Nghiên cứu Lão hóa (1975). Năm 1965, Đại học Miami cũng bắt đầu tích cực tuyển dụng sinh viên quốc tế. Bắt đầu từ mùa bóng bầu dục năm 1968, Stanford cấm ban nhạc của trường, Ban nhạc Giờ, chơi bài "Dixie".

#### Edward T. Foote II (1981 đến 2000)
Vào năm 1981, Edward T. Foote II, khi đó là trưởng khoa của Trường Luật Đại học Washington, được bổ nhiệm làm chủ tịch thứ tư của Đại học Miami. Dưới sự lãnh đạo của Foote, trường tập trung vào việc thu hút giảng viên và sinh viên chất lượng cao, và có ý thức hạn chế hoặc giảm tuyển sinh đại học như một phần của kế hoạch chiến lược. Foote cũng giám sát việc chuyển đổi nhà ở sinh viên trong khuôn viên thành các trường cao đẳng nội trú và khởi động chiến dịch gây quỹ lớn nhất của trường cho đến nay, một chiến dịch năm năm trị giá $400 triệu bắt đầu vào năm 1984 và vượt mục tiêu, quyên góp được $517.5 triệu. Foote thành lập ba trường mới: Trường Kiến trúc, Trường Truyền thông, và Trường Nghiên cứu Quốc tế.
Trong nhiệm kỳ của Foote, quỹ tài trợ của trường tăng gần gấp mười lần, từ $47.4 triệu vào năm 1981 lên $465.2 triệu vào năm 2000.

#### Donna Shalala (2000 đến 2015)
Vào tháng 11 năm 2000, Foote được thay thế bởi Donna Shalala, nguyên hiệu trưởng của Đại học Wisconsin–Madison từ 1988 đến 1993 và Bộ trưởng Y tế và Dịch vụ Nhân sinh Hoa Kỳ từ 1993 đến 2001, được bổ nhiệm làm chủ tịch thứ năm của Đại học Miami. Dưới thời Shalala, Đại học Miami xây dựng các thư viện mới, ký túc xá, phòng tập luyện giao hưởng, và các tòa nhà lớp học. Chất lượng học thuật của trường tiếp tục được cải thiện, một xu hướng bắt đầu mạnh mẽ dưới thời Foote.
Khoảng một năm sau khi Shalala nhậm chức, vào ngày 5 tháng 11 năm 2001, một sinh viên 18 tuổi thuộc hội huynh đệ Đại học Miami đã chết đuối khi cố gắng bơi qua Hồ Osceola, hồ trong khuôn viên, trong tình trạng say rượu. Báo cáo của cảnh sát sau đó chỉ ra rằng nồng độ cồn trong máu cao nguy hiểm của sinh viên kết hợp với nhiệt độ nước giảm và kiệt sức là những yếu tố chính dẫn đến cái chết của anh ta, và hai thành viên hội huynh đệ đi cùng anh ta bị buộc tội hình sự với cáo buộc "cẩu thả, vi phạm nghĩa vụ ủy thác, và vi phạm nghĩa vụ hỗ trợ và/hoặc cứu hộ."
Năm 2002, Đại học Miami khởi động một chiến dịch gây quỹ mới đầy tham vọng kéo dài nhiều năm, cuối cùng quyên góp được $1.37 tỷ, số tiền lớn nhất từng được một trường đại học hoặc cao đẳng ở Florida quyên góp tính đến năm 2008. Từ số tiền này, hơn một nửa, $854 triệu, được phân bổ để xây dựng và cải thiện khuôn viên y khoa của Trường Y Leonard M. Đại học Miami. Vào tháng 11 năm 2007, Đại học Miami mua lại Trung tâm Y tế Cedars ở Khu Y tế Miami, đổi tên thành Bệnh viện Đại học Miami và mang đến cho Trường Y Miller bệnh viện giảng dạy nội bộ đầu tiên thay vì phải dựa vào các liên kết học thuật với các bệnh viện trong khu vực.
Năm 2003, Shalala gây tranh cãi khi quyết định đóng cửa Trung tâm Bắc-Nam của Đại học Miami, một tổ chức nghiên cứu của trường chuyên về các vấn đề đương đại ở Châu Mỹ Latinh và Caribbean. Trung tâm Bắc-Nam được Quốc hội Hoa Kỳ thành lập vào năm 1984. Nó đã thiết lập quan hệ đối tác với Rand Corporation và, như Associated Press đưa tin vào năm 2003, là "một nhóm tư vấn chính sách công được kính trọng chuyên về các vấn đề Châu Mỹ Latinh và Caribbean bao gồm thương mại và chính sách kinh tế, di cư, an ninh, tham nhũng công, và môi trường."
Vào ngày 30 tháng 9 năm 2004, Đại học Miami tổ chức một trong ba cuộc tranh luận tổng thống Hoa Kỳ được truyền hình trực tiếp toàn quốc giữa các ứng cử viên tổng thống George W. Bush và John Kerry trong cuộc bầu cử tổng thống năm 2004. Cuộc tranh luận, do Jim Lehrer của PBS NewsHour điều phối, được tổ chức trong khuôn viên Đại học Miami tại Watsco Center. Nó thu hút 62.5 triệu người xem.
Vào tháng 2 năm 2006, các nhân viên vệ sinh của Đại học Miami, được thuê thông qua một công ty có trụ sở tại Boston, cáo buộc các hành vi lao động không công bằng, mức lương thấp dưới chuẩn, thiếu phúc lợi y tế, và các mối quan ngại về an toàn nơi làm việc. Họ phát động một cuộc đình công thu hút sự ủng hộ từ nhiều sinh viên Đại học Miami, những người đã bắt đầu tuyệt thực và tổ chức canh thức trong khuôn viên để hỗ trợ. Cuộc đình công kết thúc vào ngày 1 tháng 5 năm 2006 khi một cuộc bỏ phiếu công nhận công đoàn được phép và dẫn đến việc thành lập đơn vị thương lượng tập thể đầu tiên trong lịch sử trường. Trường đại học tăng lương cho các nhân viên vệ sinh từ $6.40 lên $8.35 mỗi giờ và cung cấp bảo hiểm y tế.
Vào năm 2008 và 2009, một phần do Suy thoái Kinh tế Lớn, quỹ tài trợ của trường mất 26.8% vốn và chịu thêm các khoản lỗ liên quan từ thu nhập quỹ giảm. Trường đáp lại bằng cách thắt chặt chi tiêu. Tuy nhiên, thiệt hại từ hiệu suất tiêu cực của quỹ bị hạn chế vì trường nhận được hơn 98% ngân sách hoạt động từ các nguồn ngoài quỹ tài trợ. Năm 2011, trường được xếp hạng là tổ chức phi lợi nhuận có trách nhiệm tài chính nhất quốc gia trong một báo cáo của Charity Navigator hợp tác với tạp chí Worth.

#### Julio Frenk (2015 đến 2024)
Vào ngày 13 tháng 4 năm 2015, Đại học Miami thông báo bổ nhiệm Julio Frenk, nguyên trưởng khoa của Trường Y tế Công cộng Đại học Harvard và nguyên Bộ trưởng Y tế của chính phủ Mexico, làm chủ tịch thứ sáu của trường. Vào ngày 10 tháng 3 năm 2016, Đại học Miami tổ chức bầu cử sơ bộ tổng thống Cộng hòa năm 2016’s cuộc tranh luận thứ mười hai và cuối cùng tại Trung tâm BankUnited trong khuôn viên trường, được phát sóng toàn quốc trên CNN và thu hút 11.9 triệu người xem.
Vào ngày 12 tháng 6 năm 2024, Đại học California, Los Angeles thông báo rằng Frenk sẽ gia nhập UCLA với vai trò hiệu trưởng của trường vào ngày 1 tháng 1 năm 2025. Cùng ngày, Đại học Miami thông báo rằng giám đốc điều hành của trường, Joe Echevarria, đã được bổ nhiệm làm chủ tịch tạm quyền của Đại học Miami "có hiệu lực ngay lập tức" trong khi trường tiến hành tìm kiếm một chủ tịch lâu dài để thay thế Frenk. Sự chuyển giao này đánh dấu sự kết thúc nhiệm kỳ của Frenk tại Đại học Miami, nơi ông đã để lại dấu ấn đáng kể trong việc nâng cao danh tiếng học thuật và mở rộng các sáng kiến nghiên cứu của trường.

#### Joe Echevarria (2024 đến nay)
Joe Echevarria, trước đây là giám đốc điều hành của Đại học Miami, đảm nhận vai trò chủ tịch tạm quyền vào ngày 12 tháng 6 năm 2024, sau khi Julio Frenk tuyên bố rời đi để trở thành hiệu trưởng của UCLA. Echevarria, với kinh nghiệm sâu rộng trong quản lý và lãnh đạo tại trường, được giao nhiệm vụ dẫn dắt Đại học Miami qua giai đoạn chuyển tiếp trong khi hội đồng quản trị tiến hành tìm kiếm quốc gia để bổ nhiệm chủ tịch tiếp theo. Dưới sự lãnh đạo tạm thời của ông, trường tiếp tục tập trung vào các ưu tiên chiến lược, bao gồm nâng cao nghiên cứu, cải thiện trải nghiệm sinh viên, và củng cố vị thế của mình như một trường đại học tư thục hàng đầu.

## Học thuật
Đại học Miami được công nhận là một trong những trường đại học nghiên cứu hàng đầu tại Hoa Kỳ, với sự phân loại "R1: Các trường đại học tiến sĩ – Hoạt động nghiên cứu rất cao" từ Phân loại Carnegie. Trường cung cấp một loạt các chương trình học thuật đa dạng, với 148 chương trình đại học, 148 chương trình thạc sĩ, và 67 chương trình tiến sĩ tính đến năm 2023. Các lĩnh vực học thuật nổi bật bao gồm y học, khoa học hàng hải, luật, kinh doanh, và kỹ thuật.
Trường Y Miller, nằm trong Khu Y tế Miami, là một trong những trung tâm hàng đầu về nghiên cứu và đào tạo y khoa, với bệnh viện giảng dạy chính là Bệnh viện Đại học Miami (trước đây là Trung tâm Y tế Cedars). Trường Rosenstiel về Khoa học Hàng hải, Khí quyển và Trái đất, đặt tại Virginia Key, được quốc tế công nhận nhờ nghiên cứu về đại dương học, biến đổi khí hậu, và khoa học trái đất. Trường Kinh doanh Miami Herbert liên tục được xếp hạng trong số các trường kinh doanh hàng đầu thế giới, trong khi Trường Luật nổi tiếng với các chương trình về luật quốc tế và luật môi trường.
Đại học Miami cũng tự hào có đội ngũ giảng viên xuất sắc, bao gồm bốn người từng đoạt Giải Nobel trong các lĩnh vực khác nhau. Các khoản đầu tư vào nghiên cứu của trường đã mang lại chi tiêu nghiên cứu hàng năm $456 triệu vào năm 2023, khiến nó trở thành trường đại học nghiên cứu lớn thứ 75 tại Hoa Kỳ.

## Đời sống sinh viên
Với hơn 19,000 sinh viên đến từ tất cả 50 bang của Hoa Kỳ và 174 quốc gia tính đến mùa thu năm 2023, Đại học Miami mang đến một cộng đồng đa dạng và sôi động. Sinh viên đại học chiếm khoảng 12,570, trong khi sinh viên sau đại học là 6,710. Khuôn viên chính tại Coral Gables, trải rộng trên 240 mẫu Anh (0,97 km2), là trung tâm của đời sống sinh viên, với các trường cao đẳng nội trú hiện đại, thư viện, và các cơ sở giải trí.
Sinh viên tham gia vào hơn 300 tổ chức và câu lạc bộ, từ các hội huynh đệ và hội nữ sinh đến các nhóm nghiên cứu học thuật và văn hóa. Báo sinh viên của trường, The Miami Hurricane, là một trong những ấn phẩm sinh viên lâu đời và được kính trọng tại Hoa Kỳ, cung cấp một nền tảng để sinh viên thể hiện tiếng nói của mình.

## Thể thao
Các đội thể thao của Đại học Miami, được gọi là Bão Miami, thi đấu trong Division I của Hiệp hội Thể thao Đại học Quốc gia và là thành viên của Hội nghị Bờ biển Đại Tây Dương (ACC). Linh vật của trường, Sebastian the Ibis, là một biểu tượng nổi tiếng trong các sự kiện thể thao.
Đội bóng bầu dục đã giành được năm chức vô địch quốc gia (1983, 1987, 1989, 1991, và 2001) và là một trong những chương trình bóng bầu dục đại học thành công nhất trong lịch sử NCAA. Đội bóng chày cũng có thành tích xuất sắc với bốn chức vô địch quốc gia (1982, 1985, 1999, và 2001). Các môn thể thao khác, như bóng rổ và bóng chuyền, cũng góp phần vào danh tiếng thể thao của trường.

## Cơ sở vật chất
Đại học Miami vận hành nhiều khuôn viên trên khắp Nam Florida. Khuôn viên chính tại Coral Gables là trung tâm hành chính và học thuật, trong khi Khuôn viên Rosenstiel trên Virginia Key tập trung vào nghiên cứu hàng hải. Khuôn viên Y khoa tại Khu Y tế Miami bao gồm các cơ sở nghiên cứu và lâm sàng tiên tiến. Trường cũng duy trì các trung tâm nghiên cứu bổ sung ở phía nam Quận Miami-Dade.
Các tiện ích đáng chú ý trong khuôn viên Coral Gables bao gồm Bảo tàng Nghệ thuật Lowe, lưu giữ hơn 19,000 tác phẩm nghệ thuật từ hơn 5,000 năm lịch sử, và Hồ Osceola, một địa điểm đẹp như tranh vẽ trong khuôn viên với đường chân trời Trung tâm Miami làm nền.

## Cựu sinh viên
Tính đến năm 2023, Đại học Miami có mạng lưới cựu sinh viên gồm 229,710 người, sống tại tất cả 50 bang của Hoa Kỳ và 174 quốc gia. Nhiều cựu sinh viên đã đạt được thành công đáng kể trong các lĩnh vực như giải trí, chính trị, kinh doanh, và thể thao. Một số cái tên nổi bật bao gồm diễn viên Dwayne "The Rock" Johnson, nhạc sĩ Gloria Estefan, và cựu Bộ trưởng Y tế và Dịch vụ Nhân sinh Hoa Kỳ Donna Shalala, người sau này trở thành chủ tịch của chính trường đại học.

## Di sản và tác động
Đại học Miami đã phát triển từ khởi đầu khiêm tốn vào năm 1925 để trở thành một trong những trường đại học tư thục hàng đầu thế giới. Với ngân sách hoạt động $5.2 tỷ vào năm 2024 và quỹ tài trợ $1.37 tỷ vào năm 2023, trường tiếp tục đầu tư vào nghiên cứu tiên tiến, giáo dục chất lượng cao, và sự tham gia của cộng đồng. Là nhà tuyển dụng lớn thứ hai tại Quận Miami-Dade với hơn 16,000 giảng viên và nhân viên, Đại học Miami đóng một vai trò quan trọng trong nền kinh tế và văn hóa của Nam Florida.
Trường đã vượt qua những thách thức ban đầu như khủng hoảng tài chính và thiên tai để xây dựng danh tiếng về sự xuất sắc trong học thuật và thể thao. Sự cam kết của nó đối với sự đa dạng, đổi mới, và tác động toàn cầu đảm bảo rằng Đại học Miami vẫn là một tổ chức hàng đầu trong giáo dục đại học.